# Sergio Bustamante
Pour les articles homonymes, voir Bustamante.
Sergio Bustamente Gonzalez dit Sergio Bustamante, né le 24 avril 1924, est un ancien arbitre chilien de football.

## Carrière
Il a officié dans des compétitions majeures : 
- Copa América 1956 (1 match)
- Coupe du monde de football de 1962 (1 match)